# Ctenichneumonops megamelas
Ctenichneumonops megamelas là một loài tò vò trong họ Ichneumonidae.